# The Hunt (film, 2020)
Pour les articles homonymes, voir The Hunt.
Pour plus de détails, voir Fiche technique et Distribution.
The Hunt ou La Chasse au Québec est un thriller américain réalisé par Craig Zobel, sorti en 2020. Il s'agit d'une adaptation de la nouvelle Le Plus dangereux des gibiers (The Most Dangerous Game) de Richard Connell publié en 1924, déjà portée à l'écran dans Les Chasses du comte Zaroff (1932).
Le film débute avec des inconnus qui se réveillent bâillonnés en pleine nature. Ils découvrent rapidement qu'ils sont les candidats d'une chasse à l'homme grandeur nature orchestrée par de riches Américains qui ne désirent qu'une seule chose : chasser et abattre, par snobisme ou mépris de classe, des citoyens pauvres issus d'états ruraux comme des animaux. Mais cette partie dégénère lorsque l'une des proies, Crystal, décide de lutter pour sa vie en tuant les chasseurs,,.

## Synopsis
Dans un groupe de réseau social, Athena Stone échange des SMS sur une prochaine chasse aux « déplorables » dans son manoir. Plus tard, dans son jet privé, elle tue un homme qui sort en titubant de l'arrière de l'avion.
Alors que la chasse commence, onze captifs se réveillent dans une forêt, avec des bâillons cadenassés dans la bouche. Ils trouvent une cache d'armes et les clés de leurs bâillons dans une clairière, mais cinq d'entre eux sont rapidement tués par un ennemi invisible. Trois captifs s'échappent par une clôture de barbelés vers une station-service, dont les propriétaires Miranda et Julius ("Ma" et "Pop", respectivement), identifient leur emplacement comme étant dans l'Arkansas. Les trois évadés, chacun kidnappé dans une partie différente des États-Unis, réalisent la similitude de leur situation avec la théorie du complot du " Manorgate ".
L'un des trois mange un beignet empoisonné et s'effondre, tandis que Ma et Pop (qui sont deux des ravisseurs) tuent un deuxième avec du gaz toxique et le troisième avec un coup de fusil à canon scié. Ils nettoient ensuite la station pour que la prochaine proie entre. La quatrième captive, une vétéran de l'armée, Crystal May Creasey, arrive. Après avoir acheté des cigarettes chez Ma & Pop et reçu sa monnaie, elle constate que les cigarettes sont trop chères pour la région. Crystal attrape le fusil à canon scié sous le comptoir et tue Ma et Pop avec.
En inspectant la camionnette à l'extérieur, Crystal apprend son véritable emplacement en découvrant que sa plaque d'immatriculation de l'Arkansas est une fausse avec une vraie plaque croate en dessous. Elle découvre également un piège câblé à la porte du côté conducteur et avertit un autre captif, un podcasteur théoricien du complot nommé Gary, de ne pas prendre le camion. Ils montent à bord d'un wagon de train rempli de réfugiés, que Gary croit être des acteurs; le train est alors stoppé par des soldats croates. Lorsque Gary tente de convaincre les soldats du " Manorgate " et la perfidie des réfugiés, un réfugié, " Crisis Mike ", avoue à Gary qu'il est bien l'un des chasseurs mais que les autres réfugiés sont innocents. Il révèle que le raid n'était pas planifié et offre une longueur d'avance à la coopération de Gary. Gary prend une grenade de Mike et l'utilise pour le tuer puis s'enfuit. Crystal est ensuite emmenée dans un camp de réfugiés où elle rencontre Don, un autre évadé. Oliver, un envoyé de l'ambassade des États-Unis à Zagreb, arrive pour les ramener à l'ambassade. Pendant le trajet, Oliver cherche à savoir pourquoi ils ont été sélectionnés pour la chasse et laisse échapper un lapsus freudien, déclarant qu'ils "doivent avoir été sélectionnés pour une raison". Suspicieuse, Crystal expulse Oliver de la voiture et l'écrase.
Elle et Don trouvent le corps de Gary dans le coffre avec une boîte marquée "pot-de-vin" et une carte, et se rendent compte qu'Oliver était l'un des chasseurs. Ne voulant pas s'échapper en voiture, Crystal raconte à Don une version de la fable Le Lièvre et la Tortue dans laquelle le lièvre tue la tortue et sa famille après avoir perdu. À la destination prévue d'Oliver, près du site de la cache d'armes des captifs, Crystal tue un à un les chasseurs qu'elle y trouve et blesse leur consultant tactique le sergent Dale. Athena appelle Don par radio, lui demandant s'il a tué Crystal. Lorsque Don refuse de se désarmer et pointe son arme sur Crystal, elle le tue. Crystal torture le sergent blessé pour obtenir l'emplacement d'Athena, puis le tue. Un flashback révèle que l'échange de SMS du groupe d'Athena était une blague. Cependant, il a été divulgué sur Internet, créant un tollé sur le "Manorgate". Par la suite, les participants du groupe, dont la carrière a été ruinée, décident de faire du "Manorgate" une réalité et enlèvent les responsables de la diffusion de la théorie du complot.
Athena avait insisté pour que Crystal soit incluse dans la chasse après avoir vu un message de Crystal sur les réseaux sociaux qui l'offensait. Lorsqu'elles se confrontent dans la résidence d'Athena, Crystal insiste sur le fait qu'Athena l'a confondue avec une autre femme de la même ville, avec le même prénom mais un deuxième prénom orthographié "Mae" au lieu de "May". Il est révélé que Crystal était surnommée "Boule de neige" par les chasseurs en référence au livre La Ferme des animaux. Les deux se battent et s'empalent sur les lames d'un robot culinaire; Athena meurt, mais Crystal aperçoit un lièvre et reprend des forces, se souvenant de l'histoire qu'elle a racontée à Don. Elle cautérise sa blessure à la flamme, prend les vêtements et le sac d'Athena et part en utilisant son jet.

## Fiche technique
- Titre original et français : The Hunt
- Titre québécois : La Chasse
- Réalisation : Craig Zobel
- Scénario : Nick Cuse et Damon Lindelof, d'après la nouvelle Le Plus dangereux des gibiers (The Most Dangerous Game) de Richard Connell
- Photographie : Darran Tiernan
- Montage : Jane Rizzo
- Musique : Nathan Barr
- Production : Jason Blum et Damon Lindelof
- Sociétés de production : Blumhouse Productions et White Rabbit Productions
- Sociétés de distribution : Universal Pictures, Universal Pictures International France (France)
- Pays de production :  États-Unis
- Langue originale : anglais
- Durée : 90 minutes
- Format : couleur
- Genre : thriller
- Dates de sortie :
  - Royaume-Uni : 11 mars 2020
  - États-Unis : 13 mars 2020[1], 20 mars 2020 (VOD)
  - France : 3 avril 2020 (VOD), 22 juin 2020 (sortie nationale au cinéma)
- Classification :
  - France : Interdit aux moins de 12 ans lors de sa sortie en salles et aux moins de 16 ans à la télévision

## Distribution
- Betty Gilpin (VFB : Audrey D'Hulstère ; VQ : Manon Leblanc) : Crystal May "Boule de neige" Creasey
- Ike Barinholtz (VFB : Nicolas Matthys ; VQ : Alexandre Fortin) : Staten
- Emma Roberts (VFB : Delphine Chauvier) : Yoga
- Hilary Swank (VF : Valérie Muzzi) : Athena Stone
- Justin Hartley : Trucker
- Glenn Howerton (VQ : Xavier Dolan) : Richard
- Amy Madigan (VFB : Carine Seront ; VQ : Élise Bertrand) : Ma
- Ethan Suplee (VFB : Jean-Marc Delhausse ; VQ : Thiéry Dubé) : Gary
- Macon Blair (VQ : Adrien Bletton) : Envoy
- J. C. MacKenzie (VQ : Tristan Harvey): Paul
- Wayne Duvall (VFB : Martin Spinhayer ; VQ : Stéphane Rivard) : Don
- Reed Birney (VFB : Benoit Van Dorslaer) : Pop
- Teri Wyble (VQ : Éveline Gélinas) : Liberty
- Sturgill Simpson (VQ : Alexandre L'Heureux) : Kid Rock
- Jim Klock : Captain O’Hara
- Usman Ally : Crisis Mike
- Steve Coulter (VQ : Alain Zouvi) : The Doctor
- Dean West : Martin
- Steve Mokate (VQ : Louis-Philippe Dandenault) : Sergent Dale
- Sylvia Grace Crim : Sylvia Grace Crim
- Hannah Alline (VQ : Geneviève Bédard): Kelly
- Jason Kirkpatrick (VQ : Alexandre Daneau): Rannnnndeeee

 Source et légende : version québécoise (VQ) sur Doublage.qc.ca

## Accueil critique
En France, le film obtient une note moyenne de 3,2⁄5 sur le site AlloCiné, qui recense 9 titres de presse.
Pour Jean-François Rauger du quotidien Le Monde, « Le film de Craig Zobel s’amuse à bousculer les idées reçues et les réflexes mécaniques, ce à quoi tout film de genre, une catégorie qui ne fonctionne que trop souvent sur ceux-ci, devrait systématiquement s’atteler. ».
François Léger du magazine Première qualifie le film de « satire féroce maquillée en série B, à la misanthropie tout à fait assumée. ».

## Sortie
Le film doit initialement sortir aux États-Unis et au Canada en septembre 2019. Cependant, en août 2019, Universal suspend la campagne promotionnelle du film à la suite des tueries de Dayton et El Paso,. Quelques jours plus tard, le film est même supprimé du planning de sorties du studio,.
En février 2020, la sortie américaine et canadienne est finalement fixée au 13 mars 2020, un vendredi treize, avec une toute nouvelle bande-annonce,. Jason Blum précise alors que le film n'a pas été retravaillé.